# 劉聲駿
劉聲駿（1856年—1941年），字子和，山西盂县内庙巷人，清朝官員，同進士出身。
光緒八年，中舉；后參加公車上書，光緒二十四年登進士，同年五月，著交吏部掣签分发各省，以知县即用。次年出任河南虞城县知縣，后辭職歸鄉。民國初年，擔任孟縣女子高小校長，后升任上社稅務局局長，修《孟縣縣誌》。日軍進佔孟縣后不再出仕。